# Cruydeboeck
Cruydeboeck (en castellano: herbario) es un herbario escrito en neerlandés por el botánico flamenco Rembert Dodoens en torno al año 1554. Este fue traducido al francés por Carolus Clusius en 1557 y nuevamente en latín en 1563. Ono Ranzan lo tradujo al japonés en 1799.